# Лазоришинець Василь Васильович
Васи́ль Васи́льович Лазори́шинець — український кардіохірург, директор Національного інституту серцево-судинної хірургії імені Миколи Амосова НАМН України

## Біографія
- Народився 25 травня 1957 року в селі Сокирниця Закарпатська область
- 1974 року закінчив Сокирницьку середню школу із золотою медаллю
- 1980 закінчив Київський медичний інститут ім. О.О. Богомольця, (нині Національний медичний університет імені О. О. Богомольця, за спеціальністю "лікувальна справа"
- 1980-1982 - Лікар патологоанатомічного відділення Чернігівської обласної лікарні.
- 1984-1987 - Лікар-хірург, судинний хірург Чернігівської обласної лікарні.
- 1987-1989 - Клінічний ординатор за фахом „ Кардіохірургія“ Київського НДІ серцево-судинної хірургії (нині Національний інститут серцево-судинної хірургії імені Миколи Амосова НАМН України)
- 1989-1992 - Молодший науковий співробітник відділення вроджених вад серця Київського НДІ серцево-судинної хірургії.
- 1992-2003 - Завідувач відділу хірургії вроджених вад серця у дітей раннього віку Інституту серцево-судинної хірургії АМН України
- Березень - червень 2003 - заступник директора з лікувальної роботи Інституту серцево-судинної хірургії АМН України
- 2003-2004 - Заступник директора з наукової роботи Інституту серцево-судинної хірургії АМН України
- 2004-2008 - Національна академія медичних наук України.Голова лікувально-організаційного управління
- 2008-2009 - Заступник Міністра охорони здоров'я України
- 2009-2010 - Перший заступник Міністра охорони здоров'я України.Архів
- 2010 - Обраний членом - кореспондентом Національної Академії медичних наук України
- 2010 -2014 - Начальник лікувально-організаційного управління НАМН України
- 16 квітня - 01 жовтня 2014 — Заступник Міністра охорони здоров'я України;— керівник апарату.
- 1 жовтня 2014 - 2 грудня 2014 - в.о. Міністра охорони здоров'я України (Список міністрів охорони здоров'я України)
- 2 грудня - 24 грудня - перший заступник Міністра охорони здоров'я України
- 2015 - Начальник лікувально-організаційного управління Національної Академії медичних наук України  [Архівовано 26 серпня 2016 у Wayback Machine.]
- 1 листопада 2015 - призначений в.о. директора Національного інституту серцево-судинної хірургії ім. М.М. Амосова.
- 19 січня 2016 - обраний директором Національного інституту серцево-судинної хірургії ім. М.М. Амосова.
- Травень 2016 року - обраний академіком Національної Академії медичних наук України  [Архівовано 6 лютого 2020 у Wayback Machine.]

## Наукова діяльність
- 1995 р.  - Кандидат медичних наук
- 2002 р.  - Доктор медичних наук
- 2003 р.  - Професор
- 2010 р.  - Член-кореспондент Академії медичних наук України
- 2017 р. – Академік. Національна академія медичних наук України
 Файл:Василь Лазоришинець з дітьми учасниками "Ініціативи "Здорове серце".jpgВасиль Лазоришинець з дітьми учасниками "Ініціативи "Здорове серце"

Василь Лазоришинець з дітьми учасниками "Ініціативи "Здорове серце"

• Дійсний член Європейської асоціації кардіоторакальних хірургів  [Архівовано 20 січня 2019 у Wayback Machine.];

• Член Французької асоціації торакальних та серцево-судинних хірургів

• Член Американської асоціації торакальних хірургів

• Засновник і член Всесвітньої Асоціації дитячих кардіологів і кардіохірургів 

• Голова Асоціації серцево-судинних хірургів України

• Голова спеціалізованої Вченої ради по захисту дисертацій за спеціальністю 14.01.04 «Серцево-судинна хірургія»

Автор понад 380 наукових праць, 13 монографій, 36 авторських свідоцтв  та  4 методичних рекомендації. Як науковий керівник, підготував 10 кандидатів медичних наук. У 2019 році  є науковим керівником  4-х докторських та 5 кандидатських дисертацій.

## Громадська діяльність
- Співзасновник "Ініціативи "Здорове серце"  [Архівовано 6 лютого 2020 у Wayback Machine.]
- Голова правління "Асоціації серцево-судинних хірургів України"
- Заступник Голови правління "ВСЕУКРАЇНСЬКА АСОЦІАЦІЯ ГОЛОВНИХ ЛІКАРІВ"  [Архівовано 3 червня 2020 у Wayback Machine.]
- Президент "ОБ'ЄДНАННЯ ГРОМАДЯН "ТОВАРИСТВО ЗАКАРПАТЦІВ У М. КИЄВІ"  [Архівовано 6 лютого 2020 у Wayback Machine.]
- Входить до Поважної ради Громадської ініціативи «Орден святого Пантелеймона».[1]

## Нагороди
- Орден князя Ярослава Мудрого III ст (23 серпня 2021) — за значний особистий внесок у державне будівництво, зміцнення обороноздатності, соціально-економічний, науково-технічний, культурно-освітній розвиток Української держави, вагомі трудові досягнення, багаторічну сумлінну працю та з нагоди 30-ї річниці незалежності України[2]
- Орден князя Ярослава Мудрого IV ст. (18 травня 2017) — за вагомий особистий внесок у розвиток вітчизняної науки, зміцнення науково-технічного потенціалу України, багаторічну сумлінну працю та високий професіоналізм[3]
- Орден князя Ярослава Мудрого V ст. (11 червня 2007) — за значний особистий внесок у розвиток охорони здоров'я, впровадження сучасних методів діагностики і лікування, високий професіоналізм та з нагоди Дня медичного працівника[4]
- Заслужений лікар України (19 червня 1999) — за заслуги в розвитку охорони здоров'я, впровадження нових методів діагностики і лікування, високий професіоналізм[5]
- Державна премія України в галузі науки і техніки 2005 року — за фундаментальні дослідження впливу гіпертермії на стан імунітету та розробку нових високоефективних технологій лікування при гнійно-септичних захворюваннях у серцево-судинній та абдомінальній хірургії (у складі колективу)[6]
- Премія Кабінету Міністрів України за розроблення і впровадження інноваційних технологій 2016 року — за роботу «Інноваційний підхід з організації та надання медичної допомоги у гібридній війні» (у складі колективу)[7]
- Лауреат Державної премії України в галузі освіти (2018).

## Особисте життя
Дружина: Лазоришинець Тетяна Іванівна. Має двох доньок.
Захоплення: футбол, великий теніс, полювання